# Vlade
Vlade je moško osebno ime.

## Izvor imena
Ime Vlade je različica moškega osebnega imena Vladimir.

## Pogostost imena
Po podatkih Statističnega urada Republike Slovenije je bilo na dan 31. decembra 2007 v Sloveniji število moških oseb z imenom Vlade: 32.

## Osebni praznik
Osebe z imenom Vlade godujejo skupaj z Vladimiri.

## Znane osebe
- Vlade Divac, košarkar, ki je igral v ameriški profesionalni ligi NBA